# La Tranche-sur-Mer
La Tranche-sur-Mer ist eine französische Gemeinde mit 3.129 Einwohnern (Stand: 1. Januar 2022) im Département Vendée in der Region Pays de la Loire; sie gehört zum Arrondissement Les Sables d’Olonne und zum Kanton Mareuil-sur-Lay-Dissais. Die Einwohner werden Tranchais genannt.

## Geographie
La Tranche-sur-Mer liegt an der Küste des Golfs von Biscaya, dem Pertuis Breton, der sogenannten Côte de Lumière (der Lichtküste). Das Gemeindegebiet gehört zum Regionalen Naturpark Marais Poitevin. Umgeben wird La Tranche-sur-Mer von den Nachbargemeinden Longeville-sur-Mer im Nordwesten, Angles im Norden, Grues im Nordosten sowie L’Aiguillon-la-Presqu’île im Osten und Südosten.
Durch die Gemeinde führt die frühere Route nationale 747.

## Bevölkerungsentwicklung
| Jahr      | 1962 | 1968 | 1975 | 1982 | 1990 | 1999 | 2006 | 2011 |
| Einwohner | 1781 | 2040 | 2125 | 2071 | 2065 | 2510 | 2644 | 2740 |

## Sehenswürdigkeiten

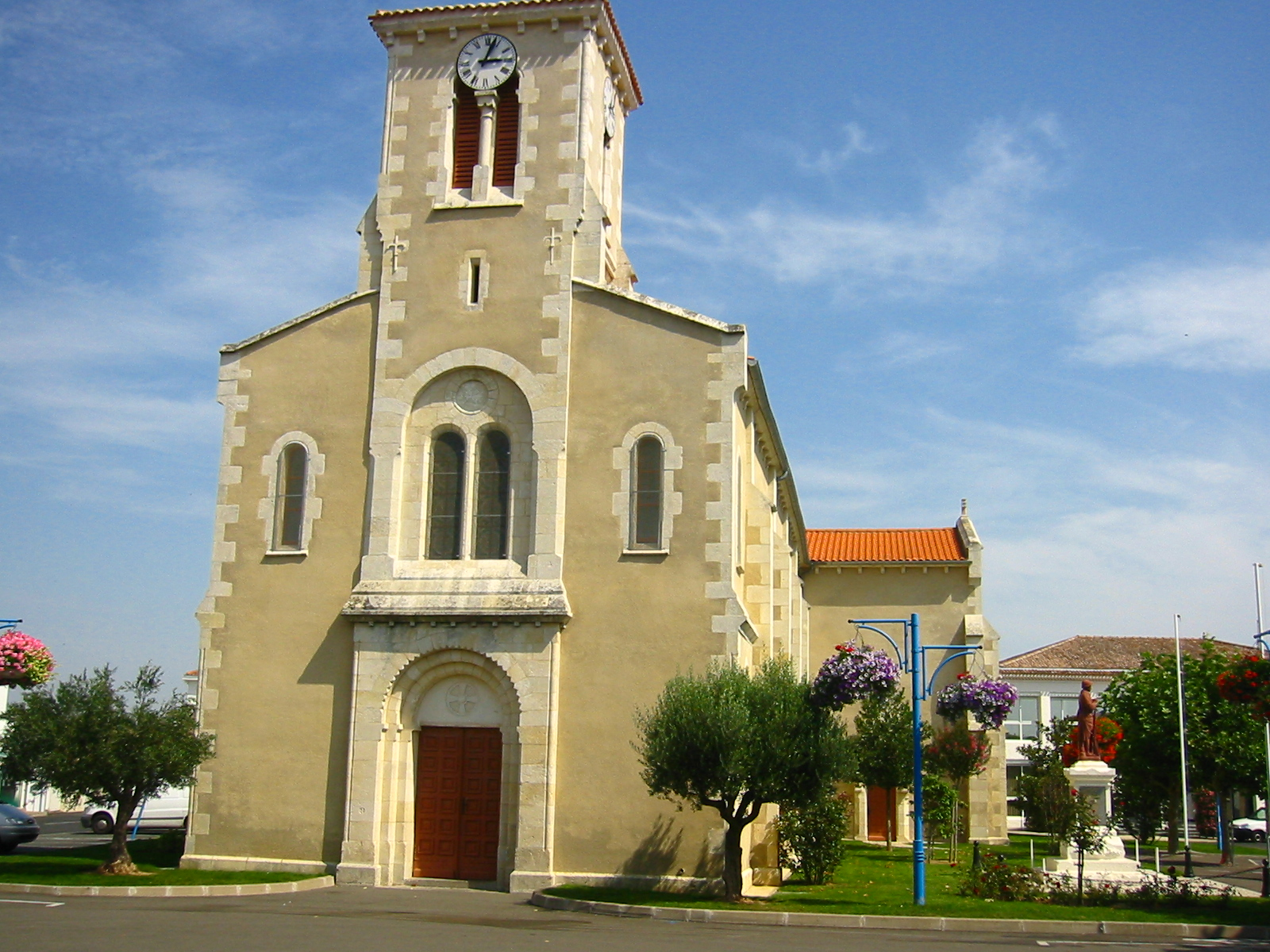
Kirche Notre-Dame de Lumière

- Kirche Notre-Dame de Lumière
- Kapelle La Grière
- Leuchtturm
- Strand von La Terrière und Mole
- Lagune Henriette

## Gemeindepartnerschaften
Mit der deutschen Gemeinde Bad Rippoldsau-Schapbach in Baden-Württemberg besteht seit 1989 eine Partnerschaft.